# Dracevo, Burgas
Dracevo (în bulgară Драчево) este un sat în comuna Sredeț, regiunea Burgas,  Bulgaria. 

## Demografie
Componența etnică a satului Dracevo
     Bulgari (63,2%)
     Romi (36,11%)
     Nicio identificare (0,67%)
     Altele (0%)
La recensământul din 2011, populația satului Dracevo era de 443 locuitori. Din punct de vedere etnic, majoritatea locuitorilor (63,2%) erau bulgari, cu o minoritate de romi (36,11%). Pentru 0,67% din locuitori nu este cunoscută apartenența etnică.